# فرودگاه تیندا
فرودگاه تیندا فرودگاهی عمومی واقع در تیندا در کشور روسیه است.